# Eduardo Balaca y Orejas-Canseco
Eduardo Balaca y Orejas-Canseco   (Madrid, 1840 - Madrid, 1914) va ser un pintor espanyol.
Nascut a Madrid el 1840, era fill del pintor José Balaca y Carrión. Germà del també pintor Ricardo Balaca. Es formà amb el seu pare i a la Reial Acadèmia de Belles Arts de Sant Ferran. Concorregué de manera recurrent a l'Exposició Nacional de Belles Arts des de 1858, on les seves obres foren reconegudes amb mencions honorífiques el 1864 i el 1867. També va participar en l'Exposició del Foment de les Arts de 1871 amb diversos retrats, entre altres certàmens.
En l'àmbit pictòric, s'especialitzà en els retrats. Fou nomenat retratista oficial de la cort espanyola el 1867. Elegit a sorts entre deu dels millors pintors de Madrid, es traslladà a Sevilla per pintar un retrat de la infanta Maria de la Mercè de Borbó, que motivà després successius encàrrecs, entre ells un retrat del rei Alfons XII el 1877. Executà també nombrosos retrats d'intel·lectuals i membres de l'alta burgesia madrilenya, dels quals molts encara es conserven en mans dels descendents.
També destacà com a decorador, i n'és un exemple la decoració de la cúpula, avui desapareguda, de l'església del Bon Succés de Madrid, que executà en col·laboració amb el seu germà, o l'Al·legoria de la Filosofia de l'Ateneu de Madrid.
Així mateix, fou professor de l'Escola d'Arts i Oficis de Madrid, nomenat ajudant el 1884.
Fou cavaller de l'Orde de Carles III i de l'Orde del Mèrit Nacional amb distintiu blanc.
Balaca morí a Madrid el 1914.